# Métagénétique (littérature)
Pour les articles homonymes, voir métagénétique (homonymie).
La métagénétique est, en littérature, l'étude de la genèse d'une œuvre, à la fois par sa génétique, c'est-à-dire la part autobiographique utilisée par l'auteur de celle-ci, ainsi que les apports potentiels des œuvres que cite l'auteur dans ses notes, journaux, ou correspondances.